# NGC 1011
NGC 1011 ist eine elliptische Galaxie vom Hubble-Typ E-S0 im Sternbild Walfisch südlich des Himmelsäquators. Sie ist schätzungsweise 211 Millionen Lichtjahre von der Milchstraße entfernt und hat einen Durchmesser von etwa 35.000 Lj.
Im selben Himmelsareal befinden sich u. a. die Galaxien NGC 1006, NGC 1013, NGC 1017, NGC 1045.
Entdeckt wurde das Objekt am 21. November 1876 vom französischen Astronomen Édouard Stephan.